# 세리스 아자니
세리스 아자니(シェリス・アジャーニ, Scheris adjani)는 스크라이드의 히로인이다.

## 소개
성우는 쿠라타 마사요/우정신.